# François Anatole Laurent de Rillé
François Anatole Laurent de Rillé (Orleans, 1828 - Rennes, 1915) fou un compositor i musicòleg francès del Romanticisme.
En un principi es dedicà a la pintura, però no tardà a consagrar-se per complet a la música, que primer estudià amb un mestre italià anomenat Comoghio i després amb Elwart. Es donà a conèixer per un gran nombre de cors per a orfeó que assoliren gran popularitat i passaren a formar part del repertori de quasi totes les entitats d'aquell gènere. Rillé fou president de la comissió d'inspecció de l'ensenyança de cant en el departament del Sena, president honorari de la societat d'autors, compositors i editors de música, president de la comissió d'audicions musicals de l'Exposició Universal de París (1867) i de les de 1878, 1889 i 1900. A més, va tenir al seu càrrec, per espai de trenta-dos anys, un curs d'història de la música en la Sorbona.
Entre les seves composicions (que passant de 400) les més conegudes són les següents: Nöel, Les Martyrs aux Arènes, La Noce de Village, Les ruines de Gaza, Le départ de régiment, Les gondoliers, Prière à la Vierge, Le chant des travailleurs, Les enfants du pécheur, La retraite, Hymne à Sainte Cécile, Les buveurs, Le carillon de Dunkerque, Les batteurs de blé, Marche hongroise, L'Orphéon en voyage, Le soir, Les enfants de Gayant, Malbrough, Le Pardon d'Auray, Les archers de Louis XI, La révolie à Ménphis, La Saint-Hubert, etc.
També és autor de cinc Misses i altres fragments religiosos, de diverses operetes, d'una col·lecció d’Exercices de chant choral pour les Orphéons et les sociétés chorales, d'una manual titulat Du chant choral i de diversos escrits relacionats amb la música